# Luis Alí
Luis Alberto Alí Vega (Tupiza, 17 de abril de 1994) es un futbolista boliviano. Juega como extremo o delantero y su equipo actual es Totora Real Oruro de la Primera División de Bolivia.

## Trayectoria

### Inicios en Bolívar
Entre 2014 y 2015 Alí jugó para el Club Bolívar disputando algunos partidos.

### San José
Debido a que no tuvo continuidad a mediados de 2015 se marchó al San José en donde militó por tres temporadas y obtuvo el mejor rendimiento de su carrera futbolística, siendo figura destacada en varios partidos. Su primer gol con San José lo marcó el 21 de abril de 2016 en el empate de su equipo ante Sport Boys Warnes.
En total en las tres temporadas con el Santo, disputó un total de 66 partidos y marcó 18 goles. Esto le sirvió para ser observado por equipos del extranjero.

### Ponte Preta
A mediados del 2017 fichó por el Ponte Preta de Brasil, donde compartió la delantera con Emerson Sheik, habitual titular. Lastimosamente también sufrió una lesión en el tendón de Aquiles.
También jugó para el Hermannstadt de Rumania.

### Retorno a Bolívar
El año 2019 Alí retorna a Bolivia para jugar en el Bolívar, sin embargo las lesiones impedirían que tenga la continuidad deseada con su equipo. También jugó la Copa Libertadores de América por primera vez disputando un total de dos partidos.

### Independiente Petrolero
A finales de enero de 2021 fue confirmado como nuevo jugador de Independiente Petrolero de Bolivia. En diciembre de ese año se consagró campeón del Campeonato de Primera División.

## Selección nacional
Fue convocado por primera vez a la selección absoluta por Mauricio Soria para la disputa de dos amistosos ante Nicaragua. Su debut se produjo el 2 de junio de 2017 en el Estadio Nacional de Managua, entrando a los 46 minutos por Bruno Miranda en la victoria de su selección 1-0.
En 2018 sumó tres nuevos encuentros ante las selecciones de Estados Unidos, Corea del Norte y Serbia.
| Selección boliviana | Selección boliviana | Selección boliviana |
| Año                 | Partidos            | Goles               |
| ------------------- | ------------------- | ------------------- |
| 2017                | 2                   | 0                   |
| 2018                | 3                   | 0                   |
| Total               | 5                   | 0                   |

## Clubes
| Club                    | País    | Año         |
| ----------------------- | ------- | ----------- |
| UE Lleida               | España  | 2010        |
| Osasuna (Juvenil A)     | España  | 2010 - 2012 |
| Osasuna B               | España  | 2012 - 2013 |
| Erri-Berri              | España  | 2014        |
| Bolívar                 | Bolivia | 2014 - 2015 |
| San José (cedido)       | Bolivia | 2015 - 2017 |
| Ponte Preta             | Brasil  | 2017 - 2018 |
| FC Hermannstadt         | Rumania | 2018        |
| Bolívar                 | Bolivia | 2019 - 2020 |
| Independiente Petrolero | Bolivia | 2021 - 2022 |
| Universitario de Vinto  | Bolivia | 2022        |
| Real Tomayapo           | Bolivia | 2023        |
| Gualberto Villarroel    | Bolivia | 2024        |
| Totora Real Oruro       | Bolivia | 2025 -      |

## Palmarés

### Títulos nacionales
| Título           | Club                    | Año           |
| ---------------- | ----------------------- | ------------- |
| Primera División | Bolívar                 | Apertura 2014 |
| Primera División | Bolívar                 | Clausura 2015 |
| Primera División | Bolívar                 | Apertura 2019 |
| Primera División | Independiente Petrolero | 2021          |